# الزبان الشمالي
أو بيتا الميزان Beta Librae له اسم تقليدي Zubeneschamali مشتق من الاسم العربي. وهو نجم في كوكبة الميزان .
الزبان الشمالي قزم أزرق ينتمي إلى الفئة الطيفية B8 وهو اقل تطور بقليل من الشعرى اليمانية ويملك قدر ظاهري 2.7 . يبعد عن الأرض 160 سنة ضوئية ويملك ضياء أكثر ب 130 مرة من ضياء الشمس وتصل درجة حرارته السطحية إلى 12000 كلفن وهي ضعف حرارة الشمس . وتنتج عن هذه الحرارة ضوء بطيف بسيط . وهو مثالي لدراسة الغازات والغبار بين النجوم . يملك سرعة دوران ذاتية عالية تصل إلى 100 ضعف سرعة الدوران الذاتية للشمس .

## تاريخ
وفقا للفلكي إراتوستينس لوحظ أن نجم الزبان الشمالي أكثر إشراقا من قلب العقرب. قال بطليموس في وقت لاحق بعد 350 سنة أن النجم كان مشرق مثل قلب العقرب. قد يكون هذا التباين يرجع إلى أن نجم قلب العقرب أصبح أكثر إشراقا، ولكن هذا غير مأكد. يرجح ان نجم الزبان الشمالي نجم متغير لأنه حاليا يتغير في قدر 0.03 .